# 阿卡迪亞造山運動
阿卡迪亚造山运动（Acadian orogeny）是中古生代泥盆纪时期的地壳构造运动，影响范围涉及阿巴拉契亚地槽（Appalachian Geosyncline）北段，包括今纽约至纽芬兰地区。它的肇因被认为是小型大陆板块阿瓦隆尼亚大陆（Avalonia）楔入古北美大陆劳伦西亚（Laurentia），造成了巨神海（Iapetus）部分的闭合和此次造山运动。